# الغافقي بن حرب
الغافقي بن حرب العكي هو أحد القادة البارزين الذين شاركوا في الفتنة التي أدت إلى مقتل الخليفة الثالث عثمان بن عفان رضي الله عنه. وهو اميرا علي المدينة وبايع علي بن ابي طالب.وينتمي الغافقي إلى قبيلة عك اليمنية، وكان من سكان مصر بعد الفتح الإسلامي.

## دوره في مقتل عثمان بن عفان
في شوال من عام 35 هـ (656 م)، قاد الغافقي مجموعة من المتمردين من مصر نحو المدينة المنورة، بحجة أداء فريضة الحج، ولكن كانت نيتهم الحقيقية هي المطالبة بعزل بعض الولاة الذين اعتبروهم فاسدين من بنو أمية. وقد رافقه في هذا التحرك عبد الرحمن بن عديس البلوي، وكنانة بن بشر التجيبي، وسودان بن حمران السكوني، وكان الغافقي هو القائد العام لهذه القوات.
عند وصولهم إلى المدينة المنورة، واجهوا الخليفة عثمان بن عفان بمطالبهم، وبعد مناقشات، تظاهروا بالرضا والعودة إلى بلادهم. لكنهم عادوا مرة أخرى وحاصروا منزل عثمان، ومنعوه من أداء الصلاة في المسجد النبوي، حيث تولى الغافقي إمامة الصلاة بدلاً منه.
تطور الحصار إلى اقتحام منزل الخليفة، وكان الغافقي من بين الذين شاركوا في الاعتداء عليه، حيث ضربه بحديدة كانت معه، كما قام بركل المصحف برجله، مما أدى إلى استدارته.

## بعد مقتل عثمان
بعد مقتل عثمان بن عفان، بقيت المدينة المنورة بدون خليفة لمدة خمسة أيام، وكان الغافقي بن حرب هو المسيطر على الأمور خلالها.

## وفاته
وفقًا للمصادر التاريخية، توفي الغافقي بن حرب العكي بعد مقتل الخليفة عثمان بن عفان رضي الله عنه بفترة وجيزة. تشير بعض الروايات إلى أن وفاته حدثت بعد أيام قليلة من مقتل عثمان، حيث لم يشعر الناس إلا بجنازته قد خرجت. وتذكر مصادر أخرى أنه قُتل في السنة نفسها، أي عام 36 هـ/656 م. ومع ذلك، لا توجد تفاصيل دقيقة حول ملابسات وفاته في هذه المصادر.